# أحمد كرم
أحمد كرم (15 مارس 2010 بإسكندرية في مصر - ) هو لاعب كرة قدم مصري في مركز دفاع.

## روابط خارجية
- احمد كرم على موقع قاعدة بيانات كرة القدم.إي يو (الإنجليزية)
- احمد كرم على موقع Soccerway.com (الإنجليزية)